# East Brady
East Brady är en kommun av typen borough i Clarion County i Pennsylvania. Vid 2010 års folkräkning hade East Brady 942 invånare.